# Cerastium soleirolii
Cerastium soleirolii är en nejlikväxtart som beskrevs av Jean Étienne Duby. Cerastium soleirolii ingår i släktet arvar, och familjen nejlikväxter. Inga underarter finns listade i Catalogue of Life.

## Bildgalleri

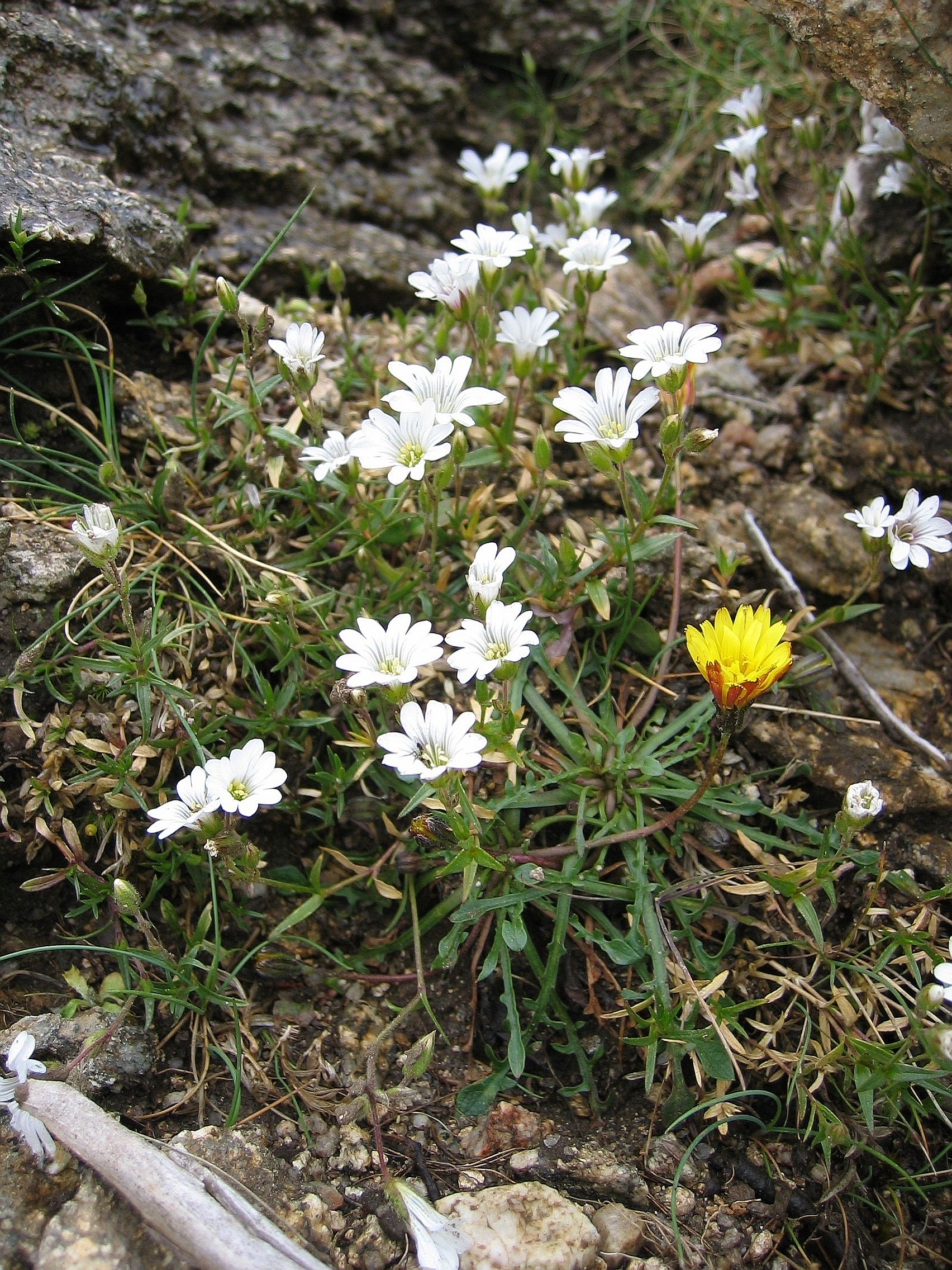